# 十二指腸懸肌
十二指腸懸肌（suspensory muscle of duodenum）是一薄肌肉，其将“十二指肠和空肠交界处及十二指肠空肠曲”连接到“肠系膜上动脉和腹腔动脉周围的结缔组织”。
十二指肠悬韧带（suspensory ligament of duodenum）又称屈氏韌帶（ligament of Treitz）则由十二指肠悬肌和包绕其下段表面的腹膜皱襞构成。
一般在临床上，并不精确区分十二指肠悬肌与十二指肠韧带，两者可视为同义词。

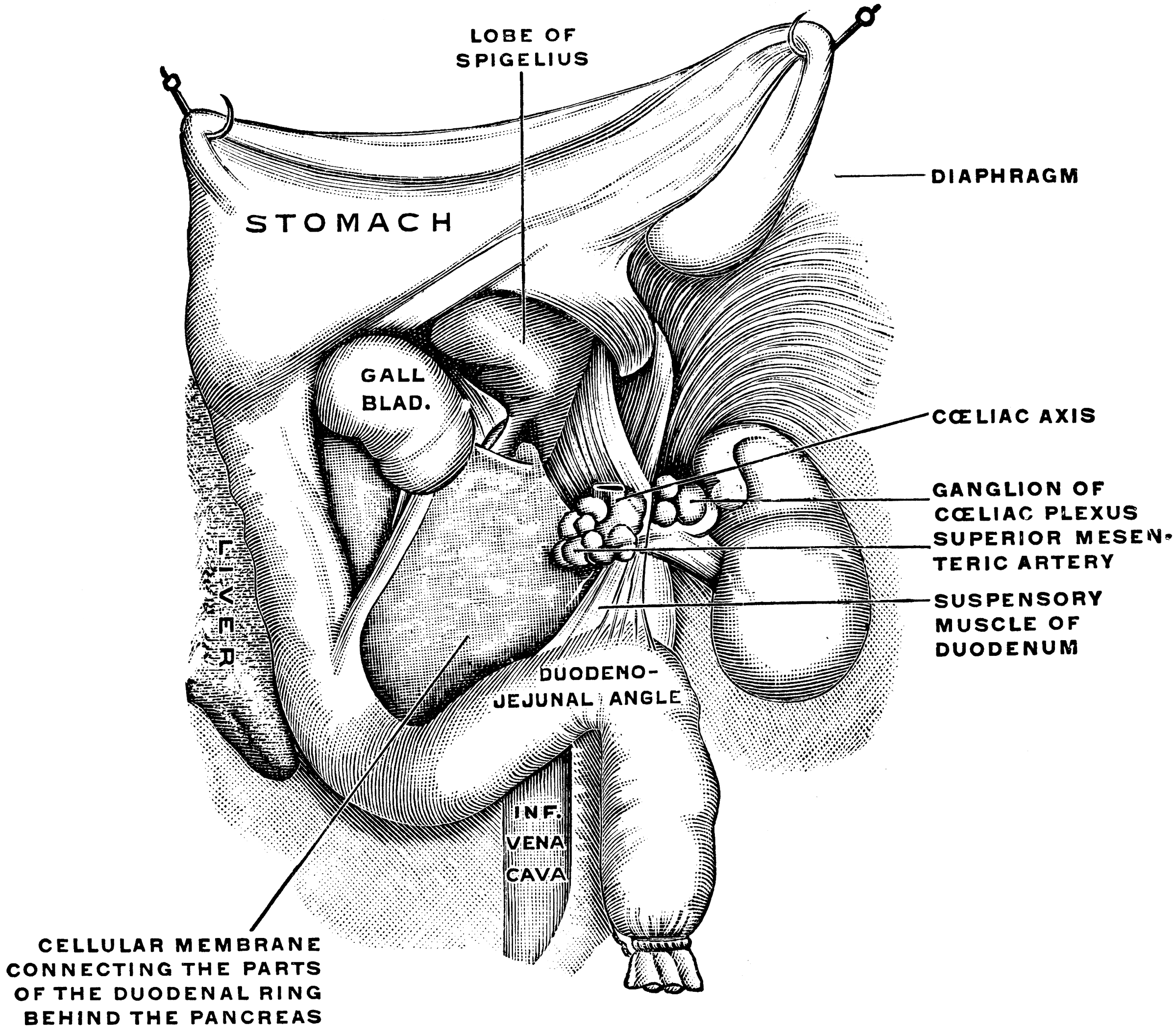
十二指腸懸肌的腹侧视图

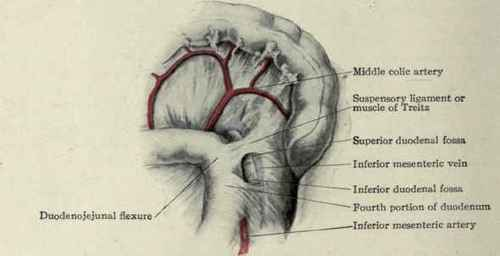
图示十二指腸懸肌、十二指肠空肠曲、十二指肠窝等（空肠被拉向右）

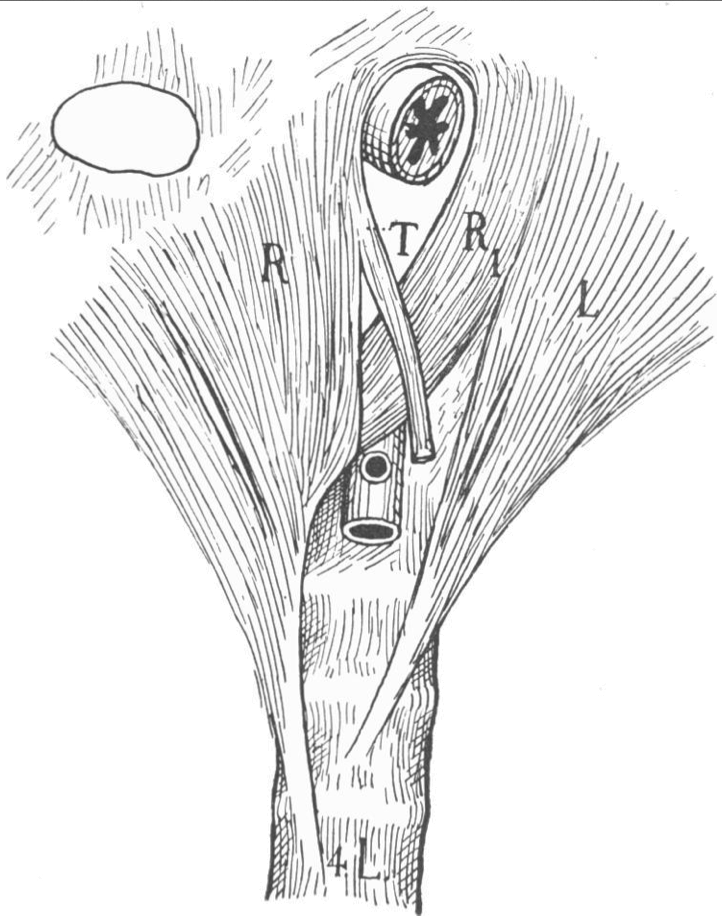
十二指腸懸肌起点的描绘，其来自右膈脚的肌肉纤维。T：十二指腸懸肌；R：右膈脚；L：左膈脚；R1：右膈脚肌束延伸至膈肌食管裂孔左侧

## 解剖學
小腸由前至後可依序分為十二指腸、空腸，以及迴腸三個部分，而十二指腸懸肌就是十二指腸和空腸的分界線。
十二指腸懸肌最常連接於十二指腸的第三和第四部份，以及十二指腸空腸曲，但詳細位置會因人而異。十二指腸懸肌同時也是十二指腸和空腸定義上的分界線，同時也是臨床醫學上消化道和下消化道的分界線。
十二指腸懸肌源自於中胚層，並在胚胎學的腸道摺疊過程中，給予腸道一個固定點。該肌肉也拉寬了十二指腸空腸曲的夾角，幫助食糜通過。若該懸肌先天過短，會造成上消化道阻塞，稱為上腸繫動脈症候群，不過並不常見。
該懸肌起源自腹腔動脈幹和上腸繫膜動脈基部的結締組織，加入食道旁的右橫膈腳。之後從右橫膈腳分出，經過胰臟後方，進入腸繫膜上部，最後連結於十二指腸和空腸之間的十二指腸空腸曲（duodenojejunal flexure）:48。連結於十二指腸空腸曲的肌肉纖維會加入十二指腸壁的肌肉層。

### 變異
十二指腸懸肌即存在許多已知解剖變異，舉凡長度和附著點都有變異可能。雖然文獻一般都將該肌肉終點寫為十二指腸空腸曲，但實際上真正僅連接於十二指腸空腸曲的人僅占8%。四至六成的人還會附著到十二指腸的第三及第四部份，有二至三成的人甚至僅連到十二指腸的第三及第四部份，完全沒有接到十二指腸空腸曲。也常見有人有多處附著點。
有些文獻引用屈氏原始論文的說法，將十二指腸懸肌分為韌帶段及肌質段。韌帶段進入右橫膈腳，並附著於腹腔動脈及上腸繫膜動脈旁的結締組織；下方的肌質段則連接到十二指腸。現在有些論文則將兩者分位不同解剖構造，而所謂懸肌僅指下方的肌質部分。

## 功能
十二指腸懸肌的組成包含了來自橫膈的骨骼肌纖維，以及來自十二指腸上升段及水平段平滑肌的肌纖維帶。當其收縮時，會牽拉十二指腸的第三及第四部分，並拉開十二指腸空腸曲的夾角，使腸道內的食糜更能順利推動。

## 胚胎學
十二指腸懸肌源自於中胚層，並在胚胎學的腸道摺疊過程中，給予一向上的張力，將腸道向上提:48。

## 臨床意義
十二指腸懸肌為十二指腸空腸曲的重要參考點，該韌帶不但為十二指腸和空腸的定義交界，同時也是上消化道及下消化道的分界線。在臨床上，上消化道出血的症狀有嘔血及黑便，下消化道出血的症狀則以便血為主。此外，該懸肌也是診斷腸道旋轉不良的重要參考解剖構造，此類疾病通常發生於小孩，症狀主要為反覆嘔吐。由於腸道旋轉不良時，懸肌的位置會異常，因此若醫學影像看到懸肌的位置正常，則可排除此疾病。
胰臟癌的病人常會進行胰十二指腸切除術，十二指腸懸肌會從十二指腸上分離，並保留下來。在摘除胰臟、十二指腸，以及部分空腸後，有時會將殘餘的空腸繞過懸肌，接上胃的幽門。
上腸繫膜動脈症候群（SMA Syndrome）是一種罕見的致命性疾病，可能是先天慢性，也可能是後天急性。此類疾病可能因十二指腸被腹主動脈和上腸繫動脈夾住所致，在先天型的則可能是因十二指腸懸肌過短所致。若是因懸肌過短所導致的上腸繫膜動脈症候群，有時會進行史壯氏手術（Strong's operation），將懸肌切除，但這個手術較少進行。

## 歷史
1853年，瓦茨拉夫·屈氏首次描述了十二指腸懸肌。屈氏描述該肌肉下半部分較寬，且為肌肉質，上半部分的腱質部則主要來自上腸繫膜動脈及腹腔動脈幹基部的結締組織。由於屈氏為首位描述該肌肉的人，因此十二指腸懸肌在臨床上又常稱作屈氏韌帶（ligament of Treitz）。